# Тушев Дол
Тушев Дол (словен. Tušev Dol) — поселення в общині Чрномель, Південно-Східна Словенія, Словенія. Висота над рівнем моря: 192,4 м.